# Эль Чокло
Эль Чокло (исп. El Choclo; букв. «початок») — танго, написанное аргентинским композитором Анхелем Вильольдо в 1903 г.
Произведение было впервые представлено в Буэнос-Айресе в 1903 г. в ресторане El Americano. Вскоре появляются записи танго в инструментальном варианте, затем — в виде песни, сперва на испанском языке, затем в переводах или перетекстовках на других языках. Первая публикация нот датируется 1905 г.

## Наиболее известные песенные варианты
- Kiss of Fire (англ.) Джорджии Гибс[англ.] исполняемая позже Луи Армстронгом и Хью Лори c Габи Морено
- На Дерибасовской/Богатяновской открылася пивная
- Delinquent Habits - Return of the Tres